# Cynthiana (Kentucky)
Pour les articles homonymes, voir Cynthiana.
La ville de Cynthiana est le siège du comté de Harrison, dans le Commonwealth du Kentucky, aux États-Unis. Sa population s’élevait à 6 402 habitants lors du recensement de 2010, estimée à 6 362 habitants en 2018.

## Démographie
| Groupe            | Cynthiana | Kentucky | États-Unis |
| ----------------- | --------- | -------- | ---------- |
| Blancs            | 92,6      | 87,8     | 72,4       |
| Afro-Américains   | 4,8       | 7,8      | 12,6       |
| Métis             | 1,7       | 1,7      | 2,9        |
| Autres            | 0,5       | 1,3      | 6,4        |
| Asiatiques        | 0,3       | 1,1      | 4,8        |
| Amérindiens       | 0,2       | 0,2      | 0,9        |
| Total             | 100       | 100      | 100        |
|                   |           |          |            |
| Latino-Américains | 2,4       | 3,1      | 16,7       |

Selon l'American Community Survey, pour la période 2011-2015, 97,8 % de la population âgée de plus de 5 ans déclare parler anglais à la maison, alors que 1,3 % déclare parler l'espagnol et 0,9 % une autre langue.

## Presse
Le journal local est le Cynthiana Democrat.

## Dans la culture populaire
Dans la série de comics The Walking Dead et dans l’adaptation télévisée, le personnage principal, Rick Grimes, se réveille dans un hôpital abandonné voisin pour découvrir que sa ville natale de Cynthiana a été envahie par des zombies et que presque toute la population de la ville a été tuée ou évacuée.

## Personnalité
- Caleb Walton West (1844-1909), homme politique, y est né.